# Honey (Mariah-Carey-Lied)
Honey (englisch für „Liebling“) ist ein Lied der US-amerikanischen Sängerin Mariah Carey, das im Juli 1997 erschien.

## Entstehung und Veröffentlichung
Geschrieben wurde das Lied von der Interpretin selbst, zusammen mit den Koautoren Sean Combs, K. Fahred, Stephen Hague, Steven Jordan, Ronald Larkins, Malcolm McLaren, Larry Price und Bob Robinson. Carey, Combs und Jordan zeichneten zudem, zusammen mit The Ummah, für die Produktion verantwortlich. Die Aufnahmen hierzu begannen im Februar 1997. Aufgrund von Berichten über Combs’ überhebliche Art, nahm Carey ihren Gesang separat auf. Combs erklärte die Zusammenarbeit wie folgt:

“A lot of people feel I'm overbearing, so I wasn't allowed in the studio when she did her vocals. I'm trying to work on that, I'm such a perfectionist, sometimes I don't give people the chance to breathe. So I've been banned from a lot of studios. Mariah [recorded "Honey"] until she thought it was perfect, like a hundred times. She gave me like a hundred tracks to choose from.”

„Viele Leute haben das Gefühl, dass ich überheblich sei. Also durfte ich nicht ins Studio, als sie ihren Gesang aufnahm. Ich versuche, daran zu arbeiten, ich bin so ein Perfektionist und manchmal gebe ich den Leuten nicht die Chance zu atmen. Also wurde ich von vielen Studios verbannt. Mariah [nahm "Honey" auf], bis sie dachte, es sei perfekt, etwa hundertmal. Sie gab mir etwa hundert Aufnahmen zur Auswahl.“

Die Erstveröffentlichung von Honey erfolgte zunächst als Airplay am 29. Juli 1997. Einen Monat später erschien es als offizielle Single bei Columbia Records am 25. August 1997. Es war Careys erste Veröffentlichung nach der Trennung von ihrem Ex-Mann Tommy Mottola, der auch ihr aktuelles Plattenlabel Columbia Records leitete. Die Single erschien weltweit in verschiedenen Ausführungen, die sich durch die Anzahl und Auswahl der B-Seiten unterschreiden, unter anderem erschien es als 7″-Single mit einem Remix (Katalognummer: 38-78648) oder auch als CD-Maxi-Single mit fünf verschiedenen Versionen des Liedes (Katalognummer: 664781 2), darunter auch ein Remix mit Da Brat und JD sowie ein Remix mit Mase und The Lox. In einem Interview mit DJ Süss One’s The Feature Presentation verriet Carey, dass der Remix mit Mase und The Lox ursprünglich The Notorious B.I.G., vor seinem Tod, enthalten sollte. Am 9. September desselben Jahres erschien das Lied als Teil von Careys fünften Studioalbum Butterfly (Katalognummer: 488537 2), dessen erste Singleauskopplung es ist.

## Musikvideo
Das Musikvideo zu Honey sorgte für viele Spekulationen. Zum ersten Mal in ihrer Karriere wurde Carey provokant gekleidet gezeigt, was den Zuschauern einen "Vorgeschmack auf die freiere Mariah" gab. Das Konzept wurde von Carey erstellt, Paul Hunter übernahm die Regie. In Anlehnung an ein James-Bond-Thema wurde Carey als "die sehr sexy Agentin M" besetzt, eine Frau, die aus einer großen Villa ausbricht, in der sie gefangen gehalten wurde. Carey sagte über das Video: "Ich glaube nicht wirklich, dass das Video offen sexuell ist, aber für mich... Ich meine, die Leute dachten immer, ich sei die Neunziger-Version von Mary Poppins!"
Das Video wurde im August 1997 auf BET und MTV uraufgeführt und vom 27. Juni bis 1. Juli 1997 in Puerto Rico mit einem Budget von zwei Millionen Dollar gedreht, was es zu einem der teuersten Musikvideos aller Zeiten macht. Das Video beginnt damit, dass Carey (Agent M), in einer großen Villa als Geisel gehalten wird. Die Entführer werden von Eddie Griffin, Frank Sivero und Johnny Brennan von den Jerky Boys gespielt, die Carey weiterhin wegen ihrer Gefangennahme und ihres letztendlichen Todes verspotten. "Agent M" spricht auf Spanisch mit den Entführern und sagt, dass sie sie nicht verstehen kann. Nach einer Reihe von Dialogen entkommt Carey Griffins Figur und springt vom Dach der Villa in einen Swimmingpool. Nach einem Ensemblewechsel zieht Carey einen Badeanzug an und flieht mit einem Wasserfahrzeug von der Insel. Die Antagonisten des Videos setzen ihre Verfolgung von Carey durch ein großes Gewässer fort, bis sie an Bord eines großen Schiffes ankommt. Es ist unklar, ob sich beide Szenen getrennt oder nebeneinander abspielen. Während des größten Teils des Videos ist Carey zu sehen, wie sie auf einem großen Segelboot posiert, während sie einen weißen Bikini trägt. Nachdem sie an Bord des Schiffes gegangen ist, beginnt Carey zu tanzen und wird bald von einer Gruppe männlicher Matrosen begleitet. Nach einer Reihe von leichten Tanzeinlagen wird Carey mit ihrem Liebhaber, dem Model David Fumero, und ihrem echten Hund Jack auf einer Insel gesehen. Sie tummeln sich zusammen auf der Insel, während Carey ihre Romanze fröhlich genießt.

“It was a grueling process; I'm not going to say it was easy. I got up at 3 A.M. every day, and worked until 9 in the morning the next day – for four hours in a row, swimming in my Gucci pumps! I can't say that I really jumped off the roof, but [I did] dive into the pool. But I did wear and swim in those pumps, and I was not happy.”

„Es war ein zermürbender Prozess; Ich werde nicht sagen, dass es einfach war. Ich stand jeden Tag um 3 Uhr morgens auf und arbeitete am nächsten Tag bis 9 Uhr morgens – vier Stunden am Stück und schwamm in meinen Gucci-Pumps! Ich kann nicht sagen, dass ich wirklich vom Dach gesprungen bin, aber ich bin in den Pool gesprungen. Aber ich trug und schwamm in diesen Pumps, und ich war nicht glücklich.“

Zum Veröffentlichungzeitpunkt befanden sich Carey und Mottola mitten in ihrer Scheidung, was zu vielen Spekulationen über die Botschaft des Videos führte. Boulevardzeitungen und Kritiker brachten das Thema des Videos mit Careys Ehe in Verbindung und schrieben, wie Mottola Carey in ihrer Villa einsperrte. Carey bestritt zwar die Vorwürfe, aber viele fanden sie sehr offensichtlich. Careys sechsjähriger Schreibpartner Afanasieff war der Meinung, dass es in dem Video unbestreitbar um Mottola ging. Während die Spekulationen über das Video zunahmen, bestritt Carey weiterhin jede Absicht, ihre Ehe in dem Video darzustellen. In einem Interview sagte Carey: "Tommy liebt das Video, er sagt, es ist mein bisher bestes Video."
Der Bad-Boy-Remix enthielt auch ein anderes Musikvideo. Dieser hat das gleiche Konzept, betont jedoch nicht die Entführung und Flucht. Das Video beginnt damit, wie Carey in den Pool springt und ein Wasserfahrzeug fährt. Als sie einen Punkt erreicht, der weit in das Gewässer hineinragt, wird ihr angeboten, von einem Hubschrauber mitgenommen zu werden. Nachdem sie die Linie akzeptiert und aufgestiegen ist, besteigt Carey das Flugzeug zusammen mit den Piloten, Puffy und den Mitgliedern von Bad Boy Entertainment. In anderen Szenen tanzt Carey mit Puffy in einem goldenen Indoor-Tunnel. Am Ende des Videos gesellen sich weitere Mitarbeiter aus dem Hubschrauber zu Carey in den goldenen Eingangsbereich, während sie tanzen und sich amüsieren.

## Rezeption
Combs drückte seinen Respekt für Carey und ihr Handwerk aus und erwähnte, dass sie ihren Gesang viele Male überarbeitete, bis sie das Gefühl hatte, dass es sitze. Nachdem sie den Gesang aufnahmen, begannen die beiden mit der Arbeit an der Hookline, bauten die Samples ein und mischten sie in die Bridge sowie den Refrain. Nach der Fertigstellung war Combs sehr zuversichtlich und beschrieb das ergebnis als „Slammin’“, aber wegen des starken Hip-Hop-Einflusses war er nur vorsichtig optimistisch, was den kommerziellen Erfolg des Titels anging.
1999 gewann Carey für Honey den einen BMI Pop Music Award in der Kategorie „Songwriter of the Year“.

## Kommerzieller Erfolg

### Chartplatzierungen
| ChartsChartplatzierungen       | Höchstplatzierung | Wochen |
| ------------------------------ | ----------------- | ------ |
| Deutschland (GfK)              | 38 (9 Wo.)        | 9      |
| Österreich (Ö3)                | 39 (1 Wo.)        | 1      |
| Schweiz (IFPI)                 | 23 (9 Wo.)        | 9      |
| Vereinigte Staaten (Billboard) | 1 (20 Wo.)        | 20     |
| Vereinigtes Königreich (OCC)   | 3 (8 Wo.)         | 8      |

| ChartsJahrescharts (1997)      | Platzierung |
| ------------------------------ | ----------- |
| Vereinigte Staaten (Billboard) | 32          |
| Vereinigtes Königreich (OCC)   | 93          |

### Auszeichnungen für Musikverkäufe
| Land/Region                  | Auszeichnungen für Musikverkäufe (Land/Region, Auszeichnung, Verkäufe) | Verkäufe  |
| ---------------------------- | ---------------------------------------------------------------------- | --------- |
| Australien (ARIA)            | Platin                                                                 | 70.000    |
| Japan (RIAJ)                 | Gold                                                                   | 50.000    |
| Kanada (MC)                  | Gold                                                                   | 40.000    |
| Neuseeland (RMNZ)            | Gold                                                                   | 5.000     |
| Vereinigte Staaten (RIAA)    | 2× Platin                                                              | 2.000.000 |
| Vereinigtes Königreich (BPI) | Silber                                                                 | 200.000   |
| Insgesamt                    | 1× Silber · 3× Gold · 3× Platin ·                                      | 2.365.000 |

Hauptartikel: Mariah Carey/Auszeichnungen für Musikverkäufe